# Rudolf Mießner
Rudolf („Rudi“) Mießner  (* 7. November 1907 in Rixdorf bei Berlin; † 16. Januar 1973 in Berlin) war ein deutscher Politiker (KPD, SED), Jugendfunktionär (KJVD, FDJ) und Journalist. Er war unter anderem Chefredakteur des FDJ-Zentralorgans Junge Welt und der SED-Zeitschrift Neuer Weg.

## Leben
Mießner, Sohn eines Buchbinders, besuchte ein Reformgymnasium und absolvierte eine kaufmännische Lehre. Anschließend war er in Berlin als Kaufmann tätig. 
1924 trat er dem KJVD bei und wurde 1926 Mitglied der KPD. 1928 war er zunächst ehrenamtlicher Sekretär des KJVD-Bezirks Schlesien, im Jahr darauf übernahm er diese Funktion in Ostsachsen. Auf dem XI. KJVD-Kongress im September 1929 wurde er in das ZK des KJVD gewählt. Mießner war zeitweise Sekretär des KPD-Reichstagsabgeordneten Siegfried Rädel. 1930 wurde er vom Reichsgericht wegen „Vorbereitung zum Hochverrats“ zu 15 Monaten Haft verurteilt, die er in der Festung Gollnow in Pommern absaß. 1931 und 1932 war er journalistisch für das KJVD-Organ Die Junge Garde, als Instrukteur im Verlag der Jugendinternationale und für die kommunistische Arbeiterzeitung für Schlesien und Oberschlesien tätig. 1932 war er zudem Instrukteur der Orgabteilung des ZK in Berlin und Oberschlesien.
Nach der „Machtergreifung“ der Nationalsozialisten arbeitete Mießner 1933/34 unter dem Decknamen Flodur als Orginstrukteur des ZK des illegalen KJVD in Berlin, Mannheim und Hamburg. Im Februar 1934 wurde er in Hamburg verhaftet und vom Hanseatischen Oberlandesgericht zu zwei Jahren und neun Monaten Zuchthaus verurteilt. Mießner war nach Verbüßung der Haftstrafe bis 1939 im KZ Sachsenhausen inhaftiert. Nach seiner Entlassung arbeitete er als Expedient in Berlin.
Nach Kriegsende wurde er Mitglied des Zentralen Jugendausschusses der SBZ, Mitbegründer der FDJ und Mitglied des Zentralrates der FDJ von 1946 bis 1952, 1947/1948 auch Mitglied des Sekretariats des FDJ-Zentralrates, dort zuständig für Kultur und Erziehung.

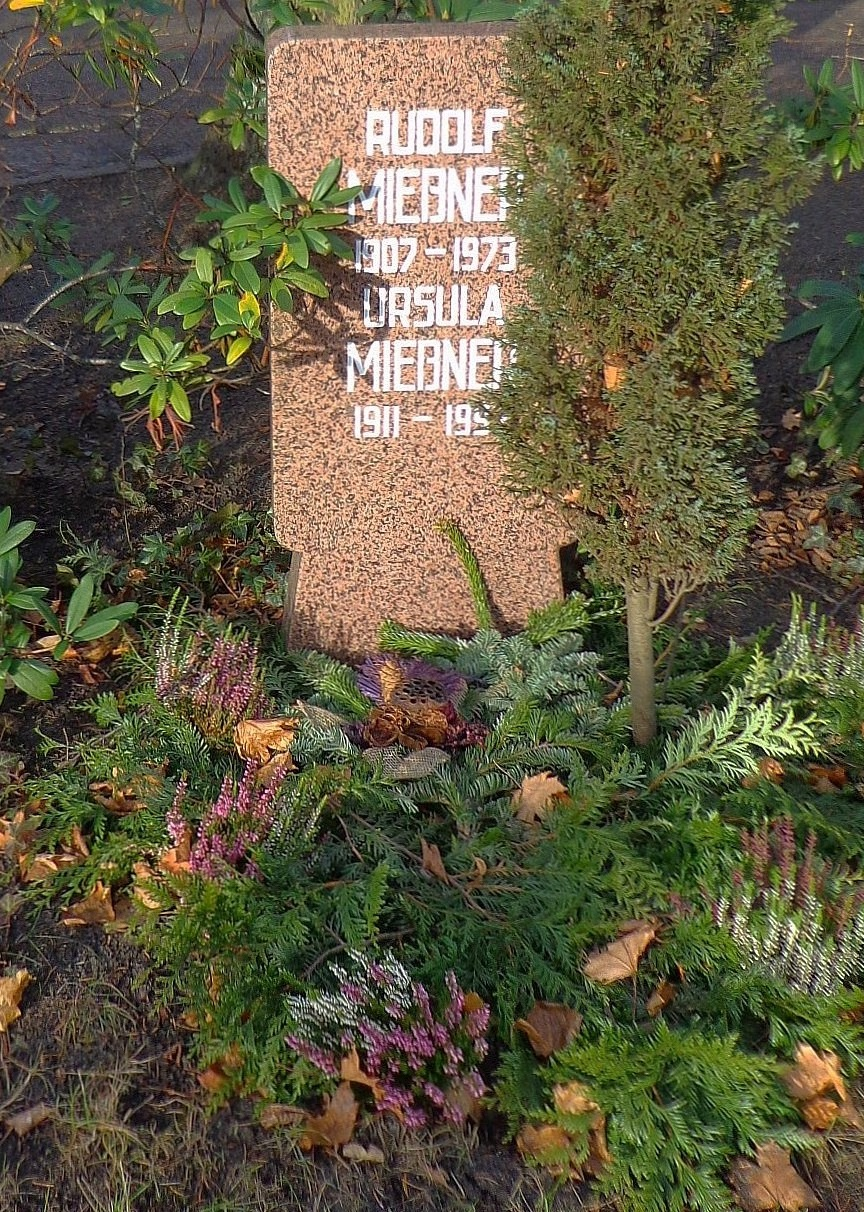
Grabstätte

Er war bis 1947 Chefredakteur beim Berliner Rundfunk, arbeitete 1947 bis 1949 als Chefredakteur des FDJ-Zentralorgans Junge Welt und danach von 1949 bis 1956 als Chefredakteur der SED-Zeitschrift Neuer Weg, Organ des ZK der SED für Fragen des Parteilebens. Von 1958 bis 1966 war er Redaktionsleiter beim Deutschen Fernsehfunk.
Von 1952 bis 1958 war er zudem Mitglied des FDGB-Bundesvorstandes und von 1956 bis 1958 Vorsitzender des Sekretariats der Gesellschaft für Deutsch-Sowjetische Freundschaft. Mießner war auch Mitglied der Zentralleitung des Komitees der Antifaschistischen Widerstandskämpfer.
Seine Urne wurde in der Grabanlage Pergolenweg des Berliner Zentralfriedhofs Friedrichsfelde beigesetzt.

## Auszeichnungen
- Vaterländischer Verdienstorden in Silber (1955)